# 11 de l'Àguila
11 de l'Àguila (11 Aquilae) és una estrella binària a la constel·lació de l'Àguila. Les estrelles que constitueixen el parell són de la magnitud aparent 5,7 i 9,2. No hi ha una diferència perceptible en el color de les dues components. Estan aproximadament a 155 anys llum de la Terra.